# Damian Marley
Damian Robert Nesta "Jr. Gong" Marley (Kingston, Jamaica, 21 de juliol de 1978) és un músic jamaicà, guanyador de 3 premis Grammy, artista de roots reggae i dancehall, és un dels fills menors de Bob Marley, i l'únic fill entre Bob i Cindy Breakspeare, Miss Món de 1976. El seu sobrenom és Junior Gong, derivació del del seu pare, Tuff Gong. Damian ha estat actuant des dels 13 anys en el seu primer grup que va sortir de l'escola on estudiava el seu batxillerat. Comparteix amb la major part de la família Marley una llarga carrera musical. A diferència dels seus germans i germanes, la seva especialitat musical és, no obstant això, el raggamuffin. Ha format part de la banda de reggae i rock, SuperHeavy al costat de Mick Jagger.
Com el seu pare abans que ell i la resta de la família Marley, és un rastafari i la seva música reflecteix tant les seves creences com els principis dirigents rastafaris d'un amor, un planeta, i la llibertat per a tot. A pesar que es passa la major part de l'any viatjant, resideix a Kingston i Miami.

## Álbums publicats
Damian Marley va iniciar la seva carrera com a solista amb el seu primer treball discogràfic, Mr. Marley, el 1996. El segon va ser Halfway Tree en 2001, guanyant en 2002 el Grammy al Millor Àlbum de *Reggae. El seu àlbum més famós va ser Welcome to Jamrock (2005), amb el qual va guanyar dos Grammys en 2006, un en la categoria de Millor Actuació Urbana/Alternativa i l'altre en la de Millor Àlbum de Reggae per segona vegada, convertint-se en l'únic jamaicà que s'ha fet creditor a guanyar dos d'aquests guardons en una sola nit. L'àlbum Distant Relatives, produït al costat del raper Nas i publicat el 18 de maig de 2010, està inspirat en l'amistat dels dos músics i l'estreta relació amb la seva ancestral ascendència africana. Els seus dos últims àlbums han estat Superheavy (2011), i Set up shop volume 1 (2013).

## Carrera musical
Damian freqüentment va de gira amb els seus germans Julian i Stephen, membres del Ghetto Youths Crew.
En 2004, Damian va participar en el Bob Marley Roots, Rock, Reggae Festival Tour de 27 ciutats amb quatre dels seus germans Ziggy Marley, Julian Marley, Stephen Marley i Ky-Mani Marley. Tots ells tenen les seves pròpies carreres musicals professionals.
L'any 2007 participa en l'àlbum "Mind Control" del seu germà i manager Stephen Marley amb la cançó "Traffic Jam" amb Snoop Dogg, i en la cançó "Now that you got it" amb Gwen Stefani.
Va participar en la cançó Cruise Control de l'àlbum de Mariah Carey, I=MC² (2008).
El 5 de febrer de 2010 va participar juntament amb el raper Nas en ajuda als damnificats pel terratrèmol d'Haití on van donar a conèixer la cançó "Strong Will Continue" per al seu nou àlbum en conjunt.
El 23 de febrer de 2010 va oferir un concert gratis en el Whistler Live Village Square com a part dels Jocs Olímpics d'hivern a Vancouver 2010.
En 2011 funda SuperHeavy, juntament amb Mick Jagger, Dave Stewart, Joss Stone i A.R. Rahman.

## Discografia

### Álbums
- Mr. Marley (1996)
- Tree (200)
- Welcome to Jamrock (2005) (Oro) #7 US, #34 UK
- Rare Joints Vol. 1 (2008)
- Rare Joints Vol. 2 (2008)
- Distant Relatives (2010)
- Super Heavy (2011)
- Set up shop vol.1 (2013)